# Галешу
Галешу (рум. Galeșu) — село у повіті Арджеш в Румунії. Входить до складу комуни Бредулец.
Село розташоване на відстані 140 км на північний захід від Бухареста, 46 км на північ від Пітешть, 129 км на північний схід від Крайови, 78 км на південний захід від Брашова.

## Населення
За даними перепису населення 2002 року у селі проживали 513 осіб, з них 512 осіб (99,8%) румунів. Рідною мовою 512 осіб (99,8%) назвали румунську.